# Лімнофіли
Лімнофі́ли (від грец. limne — озеро + phileο — люблю), лімнобіо́нти, лімнофі́льні органі́зми — організми, які населяють водойми з уповільненим водообміном − природні (озера) та штучні (ставки, водосховища).
Серед лімнофільних тварин розрізняють таких, що живуть на дні водойм (лімнобентос), таких, що пасивно переміщуються у водній товщі (лімнопланктон) чи активно пересуваються по водоймі (лімнонектон).
Лімнофіли пристосувалися до життя у стоячих водах, до життя в умовах нестачі кисню, зміни температур тощо.
Типовими лімнофільними рибами є короп, карась, лин, в'юн та інші. Серед безхребетних до лімнофілів відносяться личинки комарів-дзвінців (мотиль).
Прикладом лімнофільних рослин є латаття.
Лімнофіли відіграють велике значення в утворенні мулів та сапропелю на дні водойм.
Лімнофілів протиставляють реофілам. На відміну від останніх, лімнофіли не мають засобів прикріплення до субстрату.